# Oxtjärnen (Bjurholms socken, Ångermanland, 710498-163686)
Oxtjärnen är en sjö i Bjurholms kommun i Ångermanland och ingår i Lögdeälvens huvudavrinningsområde.